# 시모카와사키촌
시모카와사키촌(下川崎村)은 후쿠시마현 아다치군에 있던 촌이다. 현재의 후쿠시마시, 니혼마쓰시에 해당한다.

## 역사
- 1889년 4월 1일 - 정촌제 시행에 의해 2촌의 구역을 가지고 성립하였다.
- 1955년 3월 31일 - 시노부군 마쓰가와정에 편입해, 동일 시모카와촌이 폐지되었다.
- 1957년 7월 1일 - 마쓰카와정의 일부가 아다치군 아다치촌에 편입되었다.
- 1966년 6월 1일 - 마쓰가와정이 후쿠시마시에 편입되었다.
- 1960년 2월 1일 - 아다치촌이 정으로 승격해 아다치정이 되었다.
- 2005년 12월 1일 - 아다치정이 니혼마쓰시, 이와시로정, 도와정과 합병해, 새로운 니혼마쓰시가 되었다.

## 교통

### 철도
일본국유철도 도호쿠 본선이 통과하지만 당시엔 미개통이였다.

### 도로
- 현재는 구 촌 지역이 국도 4호 후쿠시마 미나미 나들목이 통과하지만, 당시엔 미개통이였다.